# 調べて!アソコの外国人〜追跡!謎のジャパニーズ生活〜
『調べて！アソコの外国人 〜追跡！謎のジャパニーズ生活〜』（しらべて！アソコのがいこくじん 〜ついせき！なぞのジャパニーズせいかつ〜）は日本テレビ系列で2017年に『ネクストブレイク』枠で放送された特別番組である。全2回。

## 概要
近年急増している、日本で生活している外国人に注目。
街で見かける“気になる外国人”が普段何をして過ごしているのかを調査する番組。

## 出演者

### MC
- 山里亮太
- 広瀬アリス

### ゲスト
- 片寄涼太（GENERATIONS from EXILE TRIBE）
- 土田晃之

## 放送日時
| 回数 | 放送日            | 時間         | 参考                       |
| ---- | ----------------- | ------------ | -------------------------- |
| 1    | 2017年5月6日(土)  | 24:55～25:22 | 『ネクストブレイク』で放送 |
| 2    | 2017年5月13日(土) | 24:55～25:22 | 『ネクストブレイク』で放送 |

## スタッフ
- 企画･演出：藤井良記
- ナレーション：大塚芳忠
- 構成：石田ケント、竹村武司
- CAM：竹内浩司
- VE：髙木遼太
- AUD：神田広貴
- 編集：宮島洋介、平池優太
- MA：横山圭美
- 音効：高取謙（Thee BLUEBEAT）
- 美術プロデューサー：高野泰人
- メイク：目代遥
- 技術協力：テイクランド
- 美術協力：日本テレビアート
- TK：長坂真由美
- デスク：木村真由美
- AD：竹内悠夏、上町修大
- AP：島ノ江衣未
- ディレクター：吉田直也、河田紘輝、笹尾充
- 演出：今泉哲也
- プロデューサー：廣瀬由紀子、小泉浩之、菅原めぐみ
- チーフプロデューサー：糸井聖一
- 制作協力：SION
- 製作著作：日テレ